# Dvanáctník
Dvanáctník (latinsky duodenum, zastarale a hovorově: dvanácterník) je podkovovitě stočená počáteční část tenkého střeva (intestinum tenue) navazující na žaludek. Kromě žaludku do něj rovněž ústí vývod žlučníku z jater a vývody slinivky břišní. Délka dvanáctníku je mezi 20 a 28 cm a jeho průměr činí 3,5 až 4,5 cm. S výjimkou svého začátku je dvanáctník srostlý se zadní stěnou břišní a druhotně krytý nástěnnou pobřišnicí (peritoneum). Zánět dvanáctníku se označuje jako duodenitis, při zánětu bulbu duodena příp. bulbitis.
Šťávy ze slinivky břišní neutralizují kyselý žaludeční obsah, který se dostává do tenkého střeva a uplatňuje se při trávení. Ve dvanáctníku dochází ke vstřebávání některých látek (např. železa) nebo některých léků. Tvoří se zde také gastrointestinální hormony – hormony, které ovlivňují trávicí ústrojí (gastrin, sekretin). Ve dvanáctníku se nejčastěji vytvářejí žaludeční vředy nebo záněty, které mohou být ekvivalenty vředů.
Název pro duodenum/dvanáctník pochází z jeho délky, která je přibližně 12 palců (cca 30 cm).

## Anatomie
Průběh dvanáctníku je následující:
1. pars superior – začíná od pyloru jako ampulla (bulbus) duodeni, ve výši obratle L1, dotýká se zdola jater (často i žlučníku), za ní v. portae, flexura duodeni superior – ohbí mezi pars superior a pars descendens
2. pars descendens – sestupuje po pravém boku obratlů L2 a L3, před hilem pravé ledviny, za pars descendens je ductus choledochus, flexura duodeni inferior – ohbí při pravém boku L3, jímž přechází pars descendens v pars horizontalis
3. pars horizontalis (inferior) – přechází zprava nalevo před tělem L3
4. pars ascendens – podél levého boku obratle L2 šikmo doleva vzhůru, flexura duodenojejunalis – dvanáctník přechází dopředu v jejunum

- do ohbí dvanáctníku vložena slinivka břišní (pankreas)
- přes pars horizontalis duodeni přebíhají a. et v. mesenterica superior
- horizontálně jde přes dvanáctník mesocolon transversum
- zpředu kryto okrajem jater, colon transversum a kličkami tenkého střeva

V podslizniční vrstvě dvanáctníku je přítomna tzv. Brunnerova žláza.

## Cévy a nervy dvanáctníku

### Tepny a žíly
- truncus coeliacus → a. hepatica comm. → a. gastroduodenalis → a. pancreaticoduodenalis superior
- a. mesenterica superior → a. pancreaticoduodenalis inferior
- aa. retroduodenales
- stejnojmenné žíly → v. portae (v. gastroepiploica dextra)

### Mízní cévy
- z horní ½ dvanáctníku vedou do: nodi lymphatici pylorici a nodi lymphatici hepatici, zčásti přímo do nodi lymphatici coeliaci
- z dolní ½ dvanáctníku vedou do: nodi lymphatici mesenterici superiores

### Nervy duodena

#### parasympatická vlákna
- přicházejí z n. vagus, končí u bb. druhých neuronů (v ganglion coeliacum / stěně dvanáctníku)

#### sympatická nervová vlákna
- přicházejí jakožto 2. neurony z ganglia coeliaca a z ganglion mesentericum superius, cestou plexus coeliacus a plexus mesentericus superior do stěny duodena